# Angelo Raffaele Bernacchioni
Angelo Raffaele Bernacchioni OFMCap (* 16. März 1854 in Figline Valdarno, Großherzogtum Toskana; † 21. August 1937) war ein italienischer Ordensgeistlicher und römisch-katholischer Erzbischof von Agra.

## Leben
Angelo Bernacchioni trat der Ordensgemeinschaft der Kapuziner bei und legte am 24. Oktober 1871 sein Ordensgelübde ab. Er nahm den Ordensnamen Raphael (italienisch Raffaele) an. Er studierte Philosophie und Theologie im Kapuzinerkloster von Arezzo und wurde als Priester 1884 nach Indien entsandt, wo er im Auftrag des Apostolischen Vikars Angelo Jacopi von Agra zunächst in Sardhana wirkte. Ab 1894 leitete er als Rektor fast 20 Jahre lang das St.-Peter-Kolleg in Agra, das Knabenseminar des Erzbistums.
Am 7. August 1917 ernannte Papst Benedikt XV. ihn zum Erzbischof von Agra. Die Bischofsweihe spendete ihm am 27. Dezember desselben Jahres der Erzbischof von Simla, Anselm Kenealy OFMCap; Mitkonsekratoren waren der Bischof von Ajmer, Fortunat-Henri Caumont OFMCap, und der Bischof von Allahabad, Giuseppe Angelo Poli OFMCap.
1930 stellte ihm Papst Pius XI. mit Evangelista Latino Enrico Vanni OFMCap einen Koadjutor zur Seite, der ihn nachfolgte. Angelo Raffaele Bernaccioni blieb bis zu seinem Tod am 21. August 1937 als Erzbischof im Amt.